# Carmen Gauger
Carmen Gauger (Cartagena, España, 1937) es una profesora, filóloga y traductora española que recibió el Premio Nacional a la Obra de un Traductor.

## Datos biográficos
Licenciada en filología clásica por la Universidad Complutense de Madrid, en filología latina por la Universidad de Tubinga y en teología y filología románica y francesa por la Universidad de Friburgo de Brisgovia, ha sido docente durante cuatro décadas.
A partir de 1985, compaginó el profesorado con la traducción, inicialmente en la edición española de la revista científica alemana Universitas de Stuttgart, y desde 1987, en numerosas editoriales españolas. Ha traducido principalmente del alemán en las áreas de filosofía, teología, psicología, memorias, teatro, diarios, relatos, novela y poesía.
En 2018 fue galardonada con el Premio Nacional a la Obra de un Traductor por «la excelencia que ha mantenido en todos sus trabajos y por su entrega para dar a conocer al lector español muchas de las grandes obras de la literatura y el pensamiento de la cultura alemana».

## Obra
Destaca la traducción de clásicos de la literatura alemana de los siglos XVIII y XIX, como Georg Büchner, Karl Philipp Moritz, Rainer Maria Rilke, E. T. A. Hoffmann, Adalbert Stifter, Theodor Fontane o Heinrich von Kleist. Del siglo XX Franz Kafka, Ernst Jünger, Thomas Mann, Hans Küng, Carl Gustav Jung o Victor Klemperer.